# Романенко, Геннадий Васильевич (предприниматель)
Романенко Геннадий Васильевич — украинский предприниматель и инициатор социально-культурных проектов. До 2015 года работал в структурах Государственной фискальной службы Украины, а также Совета национальной безопасности и обороны Украины.

## Биография
Родился 12 января 1969 года в Винницкой области, в семье Романенко Василия и Марии.
Окончил Киевский национальный университет им. Т. Г. Шевченко, научная степень ― кандидат юридических наук. В конце 1980-х годов стал известен в профессиональных кругах как коллекционер антиквариата.
В 1991—1997 годах был предпринимателем, занимался внешнеэкономической деятельностью.
В 1997—2014 годах работал в государственных органах. Возглавлял таможни в нескольких регионах Украины, в том числе дважды в Киеве. В разные периоды был советником руководителей Государственной фискальной службы. Работал в Совете национальной безопасности и обороны Украины.
В интервью в 2015 году отмечал, что реформы в таможенной сфере всегда встречали колоссальное сопротивление.
С 2015 года занимается бизнесом в агросфере, консалтингом внешнеэкономической деятельности.
Активно участвует в развитии социально-культурных проектов, в том числе в восстановлении практически утраченной реликтовой породы украинских лошадей.

### «Карабеловка. Земля наших предков — земля наших потомков»
Автор книги «Карабелівка. Земля наших предків — земля наших нащадків» («Карабеловка. Земля наших предков — земля наших потомков»), посвященной истории села Карабеловка в Винницкой области. Книга издана издательством «Родовід».
Книга вызвала интерес в академических и музейных кругах, поскольку создана в редком для украинского книгоиздательства жанре микроистории. В частности, издание было представлено во время V Международной научно-практической конференции «Устноисторические исследования: современные тенденции, направления и перспективы». Также книга была включена в фонды отечественных исторических музеев.
В 2016 году Государственный комитет телевидения и радиовещания Украины внес книгу Романенко в перечень произведений, допущенных к получению Президентской премии «Украинская книга года» в номинации «За весомый вклад в развитие украиноведения».

### Возрождение породы гуцульских лошадей
Гуцульский конь (основная статья)

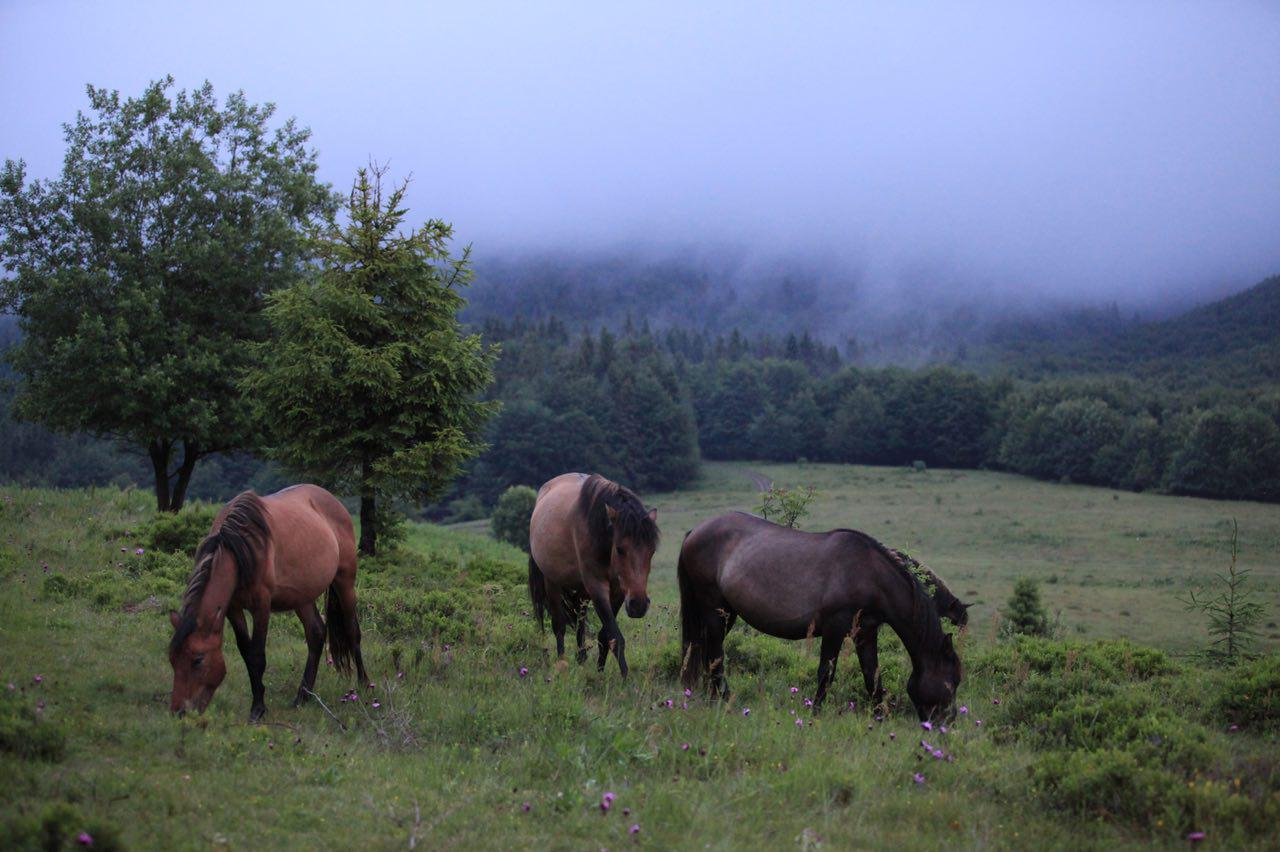
Гуцульские кони в горах

В 2016 году Геннадий Романенко заявил, что занимается возрождением реликтовой породы украинских гуцульских лошадей. Гуцульский конь, иногда «гуцулик» или «гуцул» — горная порода домашних лошадей, распространенная в Карпатах и во многих странах Восточной Европы.
Это небольшие лошади (высота в холке 125—144 см). У гуцульских лошадей очень спокойный и уравновешенный характер. Они универсальны и подходят как для верховой езды, так и для упряжи. Они невозмутимы даже в тот момент, когда гуцульской лошадью управляет неопытный всадник.
В странах Восточной Европы гуцульскую породу используют для конного спорта, сельского и массового туризма, иппотерапии.
Порода занесена во всемирный генофонд. В 1979 году гуцульские лошади получили статус реликтовой породы и были взяты под охрану.
В последние десятилетия разведение карпатских лошадей в основном происходило за пределами Украины: в Польше, Венгрии, Словакии. Всего в Европе этих лошадей на сегоднядняшний день (по разным оценкам) до 25 000. В Польше их количество выросло с четырех сотен в конце восьмидесятых годов до пяти тысяч в 2014-м. Однако в последние годы возрождение этой породы силами энтузиастов происходит и на Украине.
Геннадий Романенко начал создание в Винницкой области фермы по разведению гуцульских лошадей. Первые гуцулики были перевезены в Винницкую область из «Полонинского хозяйства» — одного из центров разведения на Закарпатье.
«Гуцулики — это достояние всей страны. Знать о них, общаться с ними должны иметь возможность все люди, а не только те, кому выпало жить в горах. Как мы можем забрать у последующих поколений украинцев радость от общения с этими удивительными существами? Именно на нас лежит ответственность за их судьбу», — заявил Геннадий Романенко в комментарии «Газете по-украински».
Является автором научных публикаций, посвященных истории гуцуликов. В 2018 году опубликовал исследование об истории разведения гуцульской породы на территории Украины с XVII века до сегодняшних дней.

## Награды
Почетный таможенник Украины, государственный советник налогового и таможенного дела III ранга. Награжден орденом «За заслуги» III степени и нагрудным знаком «За мужество в охране государственной границы».

## Семья
Женат, воспитывает дочь и двух сыновей.